# Cour suprême (Algérie)
Pour les autres articles nationaux ou selon les autres juridictions, voir Cour suprême.
La Cour suprême (en arabe : المحكمة العليا), est la plus haute institution de l'ordre judiciaire en Algérie. Elle siège au boulevard du 11 décembre 1960 à Alger.

## Création
La Cour suprême a été créée par la loi no 63-218 du 18 juin 1963. Elle a été installée le 2 mars 1964.

## Compétences
La Cour suprême statue sur les pourvois en cassation formés contre les arrêts et jugements rendus en dernier ressort par les cours et tribunaux de tous ordres à l'exception des juridictions relevant de l'ordre administratif. Elle garantit l'unification de la jurisprudence de l'ordre judiciaire sur l'ensemble du territoire national et veille au respect de la loi.

## Organisation
La Cour suprême est composée de huit chambres : la chambre civile, la chambre foncière, la chambre sociale, la chambre criminelle, la chambre des délits et contraventions, la chambre du statut personnel, la chambre commerciale et maritime, et la chambre des requêtes.
Elle est présidée par son premier président.
Elle jouit de l'autonomie financière et l'autonomie de gestion. La gestion des services administratifs est assurée par un secrétaire général, assisté d'un chef de département administratif et d'un chef de département de la documentation.

## Premiers présidents
- Gati Hacène : 19 février 1964[2] ;
- Mohamed Salah Mohammedi (1981-1986)[3] ;
- Abdelkader Kassoul ( - 1995)[4] ;
- Azouz Nasri (1995 - 2001)[5],[6] ;
- Mohamed Zaghloul Boutarène (2001 - 2006)[7],[8];
- Kaddour Berradja (2006 - 2013)[9],[10] ;
- Slimane Boudi (2013- 2019)[10],[11] ;
- Abderrachid Tebbi (2019-2021)[11] ;
- Tahar Mamouni, depuis le 6 septembre 2021[12].

## Procureurs généraux
1. Mostefaï El-Hadi : 19 février 1964[2] –

## Jumelage
La Cour suprême est jumelée avec la Cour de cassation de la République française.